# Juin 2007 en sport
Cette page concerne l'actualité sportive du mois de juin 2007.

## Vendredi1erjuin
- Voile , Coupe Louis Vuitton : les néo-zélandais de Team New Zealand remportent la première régate de la finale face aux italiens de Luna Rossa.

## Samedi2 juin
- Basket-ball :
  - playoffs NBA : les Cleveland Cavaliers accèdent à la finale NBA en éliminant les Detroit Pistons par 4 victoire à 2. La sixième rencontre, à Cleveland est remportée sur le score de 98 à 82.
  - Championnat de France : finale à Paris-Bercy de la Pro A 2006-07.
    - SLUC Nancy 74 - 81 Chorale Roanne.
- Hockey sur glace, ligue nationale nord-américaine : finale de Coupe Stanley, troisième rencontre à Ottawa :
  - Sénateurs d'Ottawa 5 - 3 Ducks d'Anaheim. Anaheim mène la série par 2 victoires à 1.
- Rugby à XV : match internationaux :
  -  Nouvelle-Zélande 42 - 11  France
  -  Australie 31 - 0  Pays de Galles
  -  Afrique du Sud 55 - 22  Angleterre
  -  Argentine 16 - 0  Irlande
  -  Uruguay 5 - 29  Italie
- Sport hippique, Derby d'Epsom : le jockey italien Lanfranco Dettori, sur Authorized remporte sa première victoire lors du Derby.
- Voile, Coupe Louis Vuitton : les néo-zélandais de Team New Zealand remportent la deuxième régate face aux italiens de Luna Rossa.

## Dimanche3 juin
- Automobile, Rallye de l'Acropole comptant pour le championnat du monde : le finlandais Marcus Grönholm augmente son avance sur le français Sébastien Loeb en le devançant lors de ce rallye. La troisième place est remportée par le norvégien Petter Solberg.
- Cyclisme, Tour d'Italie : l'Italien de la Liquigas, Danilo Di Luca, remporte le Giro 2007 devant le Luxembourgeois Andy Schleck et l'Italien Eddy Mazzoleni. L'Italien Alessandro Petacchi remporte le classement points, tandis que son compatriote Leonardo Piepoli s'impose dans le classement des grimpeurs.
- Moto, Grand Prix d'Italie du Championnat du monde de vitesse : l'italien Valentino Rossi, avec sa victoire en MotoGP sur Yamaha, remporte son sixième grand prix national successif. En 250 cm3, victoire de l'espagnol Álvaro Bautista sur Aprilia. En 125 cm3, victoire de l'espagnol Héctor Faubel, toujours sur Aprilia.
- Sport hippique, Prix du Jockey Club : Lawman, associé au jockey italien Lanfranco Dettori, remporte le Jockey Club sur l'Hippodrome de Chantilly. Lanfranco Dettori réalise le doublé Derby d'Epsom-Prix du Jockey Club.
- Voile, Coupe Louis Vuitton : troisième victoire du défi néo-zélandais Team New Zealand face aux italiens de Luna Rossa.

## Lundi4 juin
- Hockey sur glace, ligue nationale nord-américaine : finale de la Coupe Stanley, quatrième rencontre à Ottawa :
  - Sénateurs d'Ottawa 2 - 3 Ducks d'Anaheim. Anaheim mène la série par 3 matches à 1.

## Mardi5 juin
- Voile , Coupe Louis Vuitton : les néo-zélandais de Team New Zealand se rapprochent de la Coupe de l'America 2007. Ils battent le défi italien de Luna Rossa de 52 secondes lors de la quatrième régate et ne sont donc plus qu'à une seule victoire de la qualification.

## Mercredi6 juin
- Hockey sur glace, ligue nationale nord-américaine : finale de la Coupe Stanley, cinquième rencontre à Ottawa :
  - Sénateurs d'Ottawa  2-6  Ducks d'Anaheim. Les Ducks gagnent leur première Coupe Stanley et Scott Niedermayer le trophée Conn-Smythe du joueur le plus utile des séries.
- Voile , Coupe Louis Vuitton : les néo-zélandais de Team New Zealand remportent la Coupe Louis Vuitton en battant par 5 régates à 0 le défi italien de Luna Rossa. Ils affronteront le tenant du trophée Alinghi en finale de la Coupe de l'America.

## Jeudi7 juin
- Basket-ball, finale des playoffs NBA : les San Antonio Spurs remporte à San Antonio la première manche les opposant aux Cleveland Cavaliers sur le score de 85 à 76. LeBron James est limité à 14 points; chez les Spurs Tony Parker et Tim Duncan terminent la rencontre avec respectivement 27 et 24 points.
- Football : Franck Ribéry quitte l'Olympique de Marseille et rejoint le Bayern de Munich pour un transfert évalué à 26 millions d'euros. Cette transaction constitue un record en Bundesligua.
- Tennis, demi-finales du simple dames des Internationaux de France à Paris (France) :
  -  Justine Henin 6-4, 6-2  Jelena Janković;
  -  Ana Ivanović 6-4, 6-2  Maria Sharapova.
- Hockey sur glace, Ligue américaine de hockey : finale de la Coupe Calder, cinquième rencontre au Copps Coliseum à Hamilton (Canada) :
  - Bulldogs de Hamilton  2-1  Bears de Hershey. Les Bulldogs gagnent leur première Coupe Calder et Carey Price des Bulldods reçoit le trophée Jack-A.-Butterfield du meilleur joueur des séries éliminatoires.

## Vendredi8 juin
- Baseball, draft de la MLB : le lanceur David Price est choisi en premier. Pour la première fois, un joueur français est drafté : Joris Bert, champ centre des Huskies de Rouen est sélectionné par les Los Angeles Dodgers.
- Tennis, , demi-finales du simple Hommes des Internationaux de France à Paris (France) :
  -  Roger Federer 7-5, 7-6, 7-6  Nikolay Davydenko;
  -  Rafael Nadal 7-5, 6-4, 6-2  Novak Djokovic.

## Samedi9 juin
- Football : finale du festival International Espoirs de Toulon au Stade Mayol de Toulon :
  -  France 3-1 Chine .
- Rugby à XV :
  - matches internationaux :
    -  Nouvelle-Zélande 61 - 10  France;
    -  Australie 49 - 0  Fidji;
    -  Afrique du Sud 35 - 8  Samoa;
    -  Argentine 24 - 6  Italie.

  - Championnat de France de rugby à XV, finale du Top 14 au Stade de France à Saint-Denis :
    - Stade français Paris 23 - 18 ASM Clermont.
- Tennis, finale du simple dames des Internationaux de France à Paris (France) :
  -  Justine Henin 6-1, 6-2 Ana Ivanović .
- Formule 1: Grand Prix du Canada sur le Circuit Gilles-Villeneuve de Montréal : le Britannique Lewis Hamilton (McLaren-Mercedes) obtient la première pole position de sa carrière en devançant son coéquipier  Fernando Alonso (2e) et  Nick Heidfeld (BMW Sauber) (3e).

## Dimanche10 juin
- Automobile, Grand Prix du Canada de Formule 1 : le britannique Lewis Hamilton remporte sa première victoire en F1. Il devance Nick Heidfeld et Alexander Wurz.
- Basket-ball, finale des playoffs NBA : les Spurs remportent à San Antonio la deuxième manche les opposant aux Cavaliers de Cleveland sur le score de 103 à 92. Tony Parker termine meilleur marqueur de la rencontre avec 30 points, les deux autres membres du trio magique des Spurs Manu Ginóbili et Tim Duncan suivent avec 25 et 23 points. Chez les Cavaliers, LeBron James termine la rencontre avec 23 points.
  - les Spurs mènent la série par 2 à 0.
- Golf, LPGA Championship : la norvégienne Suzann Pettersen remporte, avec un score de 274 soit 14 sous le par, son premier Majeurs. Elle devance l'australienne Karrie Webb de un coup et de deux la coréenne Min Na On.
- Moto, Grand Prix de Catalogne comptant pour le Championnat du monde de vitesse : l'australien Casey Stoner sur Ducati termine devant ses deux poursuivants au classement MotoGP, l'italien Valentino Rossi et l'espagnol Dani Pedrosa. En 250 cm3, victoire de l'espagnol Jorge Lorenzo sur Aprilia. En 125 cm3, victoire du japonais Tomoyoshi Koyama sur KTM.
- Sport hippique:
  - En plat, le jockey italien Lanfranco Dettori remporte le Prix de Diane avec West Wind. Après ses victoires lors du Derby d'Epsom et du Prix du Jockey Club, il signe ainsi un triplé inédit.
  - En trot, Kool du Caux, drivé par Jean-Michel Bazire, remporte la Copenhague Cup et prend la tête du Grand Circuit européen.
- Tennis, finale du simple hommes des Internationaux de France à Paris (France) :
  -  Roger Federer  3-6, 6-4, 3-6, 4-6 Rafael Nadal 
  - Nadal remporte son troisième titre consécutif, exploit qui n'a plus été réédite depuis Björn Borg.

## Mardi12 juin
- Basket-ball, finale des playoffs NBA : les San Antonio Spurs remportent à Cleveland la troisième rencontre les opposant au Cleveland Cavaliers par 75 à 72. Tony Parker est de nouveau le meilleur marqueur de son équipe avec 17 points, Tim Duncan compilant pour sa part 14 points et 9 rebonds. Bruce Bowen apporte 13 points et 9 rebonds en plus d'une défense efficace sur LeBron James limité à 25 points. Les Spurs mènent la série par 3 à 0.

## Jeudi14 juin
- Basket-ball, finale des playoffs NBA : les San Antonio Spurs remportent leur quatrième titre NBA en remportant la quatrième rencontre les opposant aux Cleveland Cavaliers à Cleveland sur le score de 83 à 82. Le français Tony Parker devient le premier européen à obtenir le titre de MVP des finales NBA.

## Vendredi15 juin
- Athlétisme , Golden League, meeting du Bislett à Oslo : la performance la plus remarquable est le record du monde du 5 000 mètres par l'éthiopienne Meseret Defar qui fait passer celui-ci de 14 min 24 s 53 à 14 min 16 s 63 soit un gain de 8 s 10.

## Samedi16 juin
- Baseball, finale de la Coupe d'Europe : les professionnels néerlandais de Kinheim s'imposent 3 - 1 face aux amateurs français des Huskies de Rouen.
- Football américain, finale du casque de diamant 2007 (championnat de France élite) : les Flash de La Courneuve s'imposent 21-6 face aux Black Panthers de Thonon.
- Rugby à XV
  - Tri-nations:  Afrique du Sud 22 - 19  Australie;
  - Match international :  Nouvelle-Zélande 64 - 13  Canada.

## Dimanche17 juin
- Cyclisme, Critérium du Dauphiné libéré : le Français Christophe Moreau remporte l'épreuve devant l'Australien Cadel Evans et le Kazakh Andrey Kashechkin.
- Football : le Real Madrid enlève son trentième titre de champion d'Espagne.
- Golf, US Open : l'Argentin Angel Cabrera enlève le titre majeur de l'US Open devant Tiger Woods.
- Sport automobile :
  - 24 Heures du Mans : Audi s'impose sous la pluie devant Peugeot et Pescarolo.
  - Formule 1 : le Britannique Lewis Hamilton remporte le grand prix des États-Unis.
- Sport hippique :
  - Au trot monté, Nathalie Henry remporte le Prix du Président de la République avec Paddy du Buisson.
  - Au trot attelé, Franck Nivard remporte le Prix Albert Viel avec Qualmio de Vandel, alors que le Prix René Ballière revient à Kool du Caux associé à Jean-Michel Bazire.
- Tennis : l'Américain Andy Roddick remporte le tournoi de tennis du Queen's en écartant difficilement en finale le Français Nicolas Mahut 4-6, 7-6, 7-6.

## Lundi18 juin
- Basket-ball, Championnat d'Italie : le club de Montepaschi Siena devient champion d'Italie en dominant Virtus Bologne par 90 à 82 lors de la troisième rencontre de la finale.

## Mercredi20 juin
- Baseball : Sammy Sosa frappe son 600e coup de circuit en Ligue majeure. Il est le cinquième joueur de l'histoire à passer cette marque.
- Basket-ball, Championnat de Grèce : le Panathinaïkos remporte son 28e titre de champion à l'issue du cinquième et match décisif de la finale qui l'opposait à l'Olympiakós Le Pirée. Ce match est remporté sur le score de 89 à 76.
- Football, demi-finales du championnat d'Europe Espoirs :
  -  Pays-Bas 1 - 1, 13 - 12 t.a.b  Angleterre;
  -  Serbie 2 - 0  Belgique.

## Jeudi21 juin
- Football, Championnat d'Europe Espoirs, barrage, à Nimègue, pour les Jeux olympiques de 2008 :
  -  Portugal 3 - 4 t.a.b., 0 - 0 ap  Italie.

## Vendredi22 juin
- Rugby à XIII, match international : Lions britanniques 42 - 14 France.

## Samedi23 juin
- Football :
  - finale de la Coupe du Roi :
    - FC Séville 1 - 0 Getafe CF, but de Frédéric Kanouté.

  - Finale du championnat d'Europe Espoirs : les Pays-Bas conservent leur titre.
    -  Pays-Bas 4 -1  Serbie
- Rugby à XV, deuxième journée du Tri-nations : après avoir été mené pendant toute la rencontre, les All Blacks marquent deux essais en trois minutes en fin de rencontre pour remporter le match.
  -  Afrique du Sud 21 - 26  Nouvelle-Zélande à Durban
- Voile, coupe de l'America : Alinghi contre Emirates Team New Zealand, première régate. Victoire des tenants du titre Suisses sur les Néo-Zélandais par 35 secondes d'écart. Les Suisses ont pris le meilleur départ et passé toutes les bouées en tête.

## Dimanche24 juin
- Athlétisme, coupe d'Europe des nations à Munich : la France conserve le titre obtenu l'année passée en devançant l'Allemagne au nombre de deuxièmes places chez les hommes. Chez les femmes, victoire de la Russie devant la France qui obtient son meilleur résultat de l'histoire de la compétition.
- Basket-ball, Championnat d'Espagne : le Real Madrid en remportant la 4e rencontre de la série finale l'opposant au FC Barcelone sur le score de 82 à 71 remporte son 30e titre.
- Cyclisme, Tour de Suisse : victoire finale du Russe Vladimir Karpets de l'équipe Caisse d'Épargne.

- Football, finale de la Gold Cup à Chicago :
  -  États-Unis 2 - 1  Mexique.
- Sport automobile : l'ancien pilote de Formule 1 Juan Pablo Montoya remporte sur le tracé routier de Sonoma en Californie sa première victoire en Nextel Cup. Le Colombien devient le deuxième pilote non-américain de l'histoire à s'imposer dans la catégorie reine de la NASCAR.
- Vitesse Moto, Grand Prix de Grande-Bretagne : l'australien Casey Stoner, sur Ducati, grâce à sa cinquième victoire de la saison, accroît son avance au classement général sur Valentino Rossi qui ne termine que quatrième. En 250 cm3, victoire de Andrea Dovizioso sur Honda. En 125 cm3, victoire de Mattia Pasini sur Aprilia.
- Voile, Coupe de l'America, Alinghi contre Emirates Team New Zealand : deuxième régate. Les Néo-Zélandais, grâce à leur victoire par 28 secondes, égalisent à une victoire partout.

## Mardi26 juin
- Voile, Coupe de l'America, Alinghi contre Emirates Team New Zealand : troisième régate. Team New Zealand remporte la régate avec 25 secondes d'avance sur Alinghi dans une régate où les Suisses passent la dernière bouée avec 15 secondes d'avance après avoir connu un retard de 1 min 23 s à la première bouée. Toutefois les Néo-Zélandais reprennent l'avantage lors du dernier bord. Emirates Team New Zealand mène la série par 2 victoires à 1.
- Football : début de la Copa América 2007 qui se tient au Venezuela. En match d'ouverture, le Pérou s'impose 3-0 contre l'Uruguay.
- Natation : à Saint-Raphaël, lors de la troisième journée des Championnats de France, Laure Manaudou remporte, après ses deux médailles d'or (sur le 800 mètres et le 50 mètres dos), le 400 mètres nage libre — sa distance de prédilection — avec plus de six secondes d'avance sur Coralie Balmy. La championne olympique a signé un excellent temps de 4 min 03 s 38, à seulement 1 s 25 de son propre record du monde.

## Mercredi27 juin
- Voile, coupe de l'America, Alinghi contre Emirates Team New Zealand : quatrième régate. Alinghi remporte cette quatrième manche en passant toutes les bouées en tête et termine avec 30 secondes sur le défi néo-zélandais. Emirates Team New Zealand 2 - 2 Alinghi.

## Jeudi28 juin
- Basket-ball, Draft de la NBA : Greg Oden (Ohio State Buckeyes) est choisi par les Portland Trail Blazers en premier choix de la Draft 2007 de la NBA qui se tient au Madison Square Garden à New York. Le Français Joakim Noah, fils de l'ancien champion de tennis Yannick Noah, est quant à lui, choisi en neuvième position par les Chicago Bulls, l'ancien club du légendaire Michael Jordan.

## Vendredi29 juin
- Football américain : la NFL Europe annonce sa cessation d'activités.
- Voile, coupe de l'America, Alinghi contre Emirates Team New Zealand : cinquième régate. Alinghi remporte cette manche en mène désormais 3 à 2.

## Samedi30 juin
- Football : ouverture au Canada de la coupe du monde de football des moins de 20 ans.
- Moto, Grand Prix des Pays-Bas comptant pour le Championnat du monde de vitesse : l'Italien Valentino Rossi sur Yamaha s'impose en MotoGP devant l'Australien Casey Stoner (Ducati). L'Italien Mattia Pasini (Aprilia) remporte la course des 125 cm³ tandis que l'Espagnol Jorge Lorenzo (Aprilia) s'impose en 250 cm³.
- Rugby à XV, Tri-nations :  Australie 20-15  Nouvelle-Zélande.
- Voile :
  - coupe de l'America, Alinghi contre Emirates Team New Zealand : sixième régate. Alinghi remporte cette manche en mène 4 à 2.
  - Départ à Dunkerque de la trentième édition du Tour de France à la voile.

## Principaux rendez-vous sportifs du mois de juin 2007
- 28 au 10 juin : Tennis : Tournoi de Roland-Garros à Paris (Grand Chelem)
- 1 au 3 juin : Auto : Rallye de Grèce
- 2 juin : Football : Qualifications Euro-2008, France-Ukraine à Saint-Denis
- 2 juin : Handball : Championnat de France de D1 messieurs (26e et dernière journée)
- 2 juin : Rugby à XV : Nouvelle-Zélande - France (1er test), Afrique du Sud - Angleterre (2e test), Australie - Pays de Galles (2e test)
- 2 et 3 juin : Rugby à XV : Top 14 (demi-finales)
- 3 juin : Basket-ball : Championnat de France ProA (finale)
- 3 juin : MotoGP : Grand Prix d'Italie à Mugello
- 6 juin : Football: Qualifications Euro-2008, France - Géorgie à Auxerre
- 6 au 9 juin : Athlétisme : Paris-Colmar à la marche
- 9 juin : Rugby à XV : Top 14 (finale)
- 9 juin : Rugby à XV : Afrique du Sud - Samoa (test-match), Nouvelle-Zélande - France (2e test), Australie - Fidji (test-match)
- 10 juin : Formule 1: Grand Prix du Canada
- 10 au 17 juin : Cyclisme : Critérium du Dauphiné libéré (ProTour)
- 10 au 23 juin : Football : Championnat d'Europe de football Espoirs 2007 aux Pays-Bas
- 15 juin : Athlétisme : Golden League à Oslo (Tour mondial)
- 16 juin : Rugby à XV : Afrique du Sud - Australie (Tri-nations), Nouvelle-Zélande - Canada (test-match)
- 16 et 17 juin : Automobile : 24 Heures du Mans
- 16 au 24 juin : Cyclisme : Tour de Suisse (ProTour)
- 17 juin : Formule 1 : Grand Prix des États-Unis
- 17 juin : Football : Championnat d'Espagne (38e et dernière journée)
- 23 et 24 juin : Athlétisme : Coupe d'Europe à Munich
- 23 juin : Rugby à XV : Afrique du Sud - Nouvelle-Zélande (Tri-nations)
- 23 juin en sport|23 juin au 7 juillet : Voile : Coupe de l'America à Valence (Espagne)
- 24 juin : Cyclisme : Eindhoven Team Time Trial à Eindhoven (ProTour)
- 24 juin au 1 juillet : Natation : Championnats de France à Saint-Raphaël
- 25 juin au 8 juillet : Tennis : Tournoi de Wimbledon (Grand Chelem)
- 26 juin au 15 juillet : Football : Copa America au Venezuela
- 30 juin : Rugby à XV : Australie - Nouvelle-Zélande (Tri-nations)
- 30 juin au 28 juillet : Voile : Tour de France